# Юнга (фильм)
«Ю́нга» (англ. Cabin Boy) — американский кинофильм.

## Сюжет
Юный Натаниель — богатенький наследник, который только что с успехом окончил курсы изящных манер колледжа Стивенвуд, готов к руководству папиным отелем на Гавайях, но при отплытии ошибся кораблём и вместо роскошного круизного лайнера оказался на потрёпанной рыбацкой шхуне. Теперь ему предстоит весёлое и непредсказуемое путешествие с командой «морских волков», отказавшихся доставить новоявленного юнгу к месту назначения.

## В ролях
- Крис Эллиотт — Натаниель
- Брайон Джеймс — Биг Тедди
- Расс Тэблин — Чоки
- Мелора Уолтерс — Trina
- Ритч Бринкли[англ.] — Captain Greybar
- Брайан Дойл-Мюррэй[англ.] — Skunk
- Энн Магнусон — Calli
- Рикки Лэйк — Figurehead
- Майк Старр — Mulligan
- Джим Каммингс — Cupcake (озвучка)
- Энди Рихтер — Кенни (впервые на широком экране)
- Джеймс Гэммон — Paps